# Goniographa marcida
Goniographa marcida là một loài bướm đêm thuộc họ Noctuidae. It is found đặc hữu của the Kopet-Dagh mountain system in Turkmenistan và Iran.
Sải cánh dài 27–35 mm.

## Hình ảnh

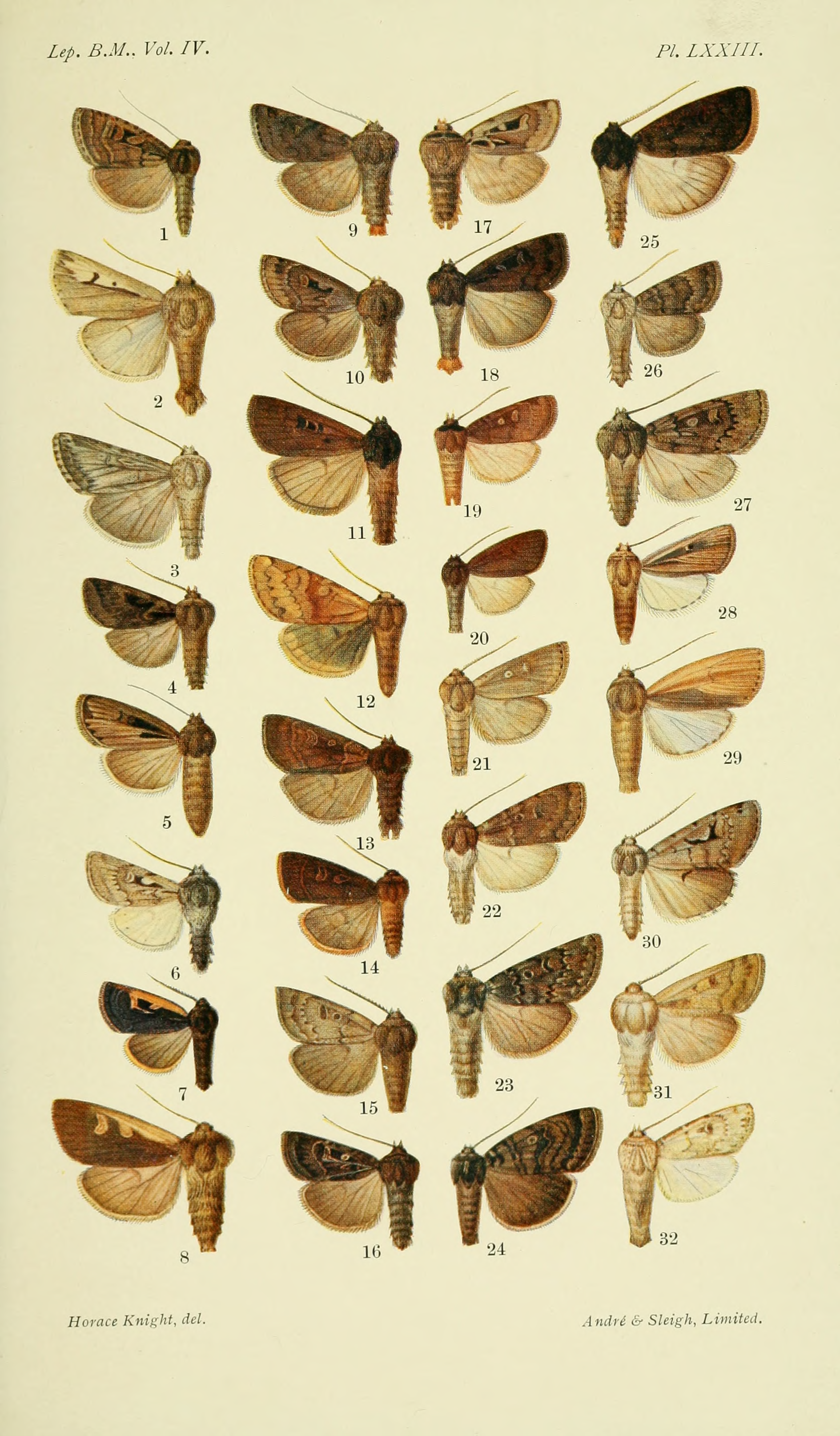
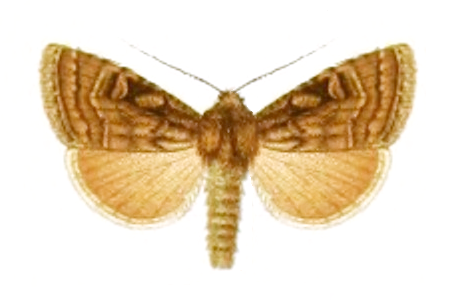